# Upanayana
Das Upanayana ist ein wichtiges hinduistisches Ritual, das als Einweihung in das Studium der heiligen Schriften und als Übergang in den Lebensabschnitt des Lernens und der Disziplin verstanden wird. Traditionell markiert es den Beginn des geistigen Lebens eines Kindes, das nun als Schüler unter der Leitung eines Guru oder Acharya steht. Es wird typischerweise für Jungen durchgeführt, vor allem in den Kasten der Brahmanen, Kshatriyas und Vaishyas, aber in modernen Zeiten auch für Erwachsene und sogar für Mädchen.
Im Zentrum des Rituals steht das Tragen des Janeu (heilige Schnur), welches symbolisiert, dass der Initiierte in die Welt des Wissens und der Disziplin eingeführt wird. Dabei wird er in das Studium der Veden und anderen heiligen Texten eingeführt. Während des Upanayana wird auch das Gayatri Mantra rezitiert, das als eines der heiligsten Mantras im Hinduismus gilt und für den Initiierenden einen spirituellen Neubeginn darstellt.
Die Zeremonie hat tiefe symbolische Bedeutung: Der Initiierte erfährt einen "zweiten Geburtstag", da er nun das Wissen der Veden empfängt und seine Reise in das Leben eines Brahmacharya beginnt. Die Verwendung des Janeu und die Initiation durch den Guru sind zentrale Bestandteile dieser Transformation.